# جديعة (حورة)
'

تعديل مصدري - تعديل

جديعة هي إحدى قرى عزلة حوره بمديرية حورة التابعة لمحافظة حضرموت، بلغ تعداد سكانها 245 نسمة حسب تعداد اليمن لعام 2004.